# Гекто-
Гекто- (русское обозначение: г; международное: h; от др.-греч. ἑκατόν (читается экатО) «сто») — одна из приставок, используемых в Международной системе единиц (СИ) для образования наименований и обозначений десятичных кратных единиц. Единица, наименование которой образовано путём присоединения приставки гекто к наименованию исходной единицы, получается в результате умножения исходной единицы на число 102, т. е. на  сто.
Официально принята в 1795 году при введении метрической системы мер. Предложение о принятии приставки было выдвинуто Ван-Свинденом.
В качестве приставки СИ принята XI  Генеральной конференцией по мерам и весам в 1960 году одновременно с принятием системы СИ в целом.
Основные применения:
- 1 гектар = 100 ар — применяется в сельском хозяйстве;
- гектопаскаль —  широко используется в метеорологии, где в гектопаскалях (гПа) измеряют давление воздуха;
- гектолитр — используется в сельском хозяйстве для измерения объемов вина и молока;
- гектометр — для обозначения диапазона длин волн электромагнитного излучения (гектометровые волны). Так же в гектометрах измеряются дистанции в зенитной артиллерии.